# 井上宇市
井上 宇市（いのうえ ういち、1918年4月23日 - 2009年7月17日）は、日本の建築設備学者。日本建築学会名誉会員。早稲田大学名誉教授。
公益社団法人 空気調和・衛生工学会では井上宇市記念賞を設けている。

## 経歴等
埼玉県秩父郡秩父町（現・秩父市）生まれ。旧制熊谷中学校を経て1940年、旧制新潟高等学校を卒業したが、肺結核で一年療養を経て、東京帝国大学第一工学部船舶工学科に入学。1944年に卒業し、同年10月に福生航空教導師団を経て陸軍技術中尉任官し第1航空技術研究所勤務。
戦後の1946年から大成建設株式会社に勤務を経て1953年より早稲田大学第一理工学部及び第二理工学部建築学科専任講師に転任。
1954年、早稲田大学第一、第二理工学部建築学科助教授を経て1962年に早稲田大学教授就任。1989年に定年退職。
1960年、早稲田大学より工学博士。
1964年、オリンピック代々木競技場及び駒沢公園の企画設計並びに管理で、日本建築学会賞特別賞。1992年、ドイツ技術者協会（VDI）建築設備部会ヘルマン・リーチェルメダル。
2009年7月17日、肺炎のため死去。91歳没。
建築設備技術遺産に井上手作りの「データブック」（手帳）と著書「建築設備ポケットブック」、および「空気調和ハンドブック」 が認定されている。

## 参考
- 井上宇市デジタルアーカイブ
- 井上宇市/早稲田建築アーカイブス